# Kevin Kleveros
Kevin Kleveros (ur. 22 października 1991 roku) – szwedzki kierowca wyścigowy.

## Kariera
Kleveros rozpoczął karierę w jednomiejscowych samochodach wyścigowych w wieku 17 lat w 2008 roku w Północnoeuropejskim Pucharze Formuły Renault 2.0. W ciągu 15 wyścigów zdobył tam 74 punkty, co dało mu 20 lokatę w klasyfikacji generalnej. Rok później najlepiej spisał się w Formule Renault 2.0 NEZ oraz w Szwedzkiej Formule Renault. W obu tych seriach zdołał stawać na podium i uplasował się na czwartych pozycjach. W 2012 roku w tych samych dwóch seriach znów zajął te same pozycje w klasyfikacji generalnej - drugie miejsca. Stało się tak dzięki trzem zwycięstwom w obu seriach. W 2011 roku Kleveros rozpoczął stary w Europejskim Pucharze Formuły Renault 2.0 oraz w Północnoeuropejskim Pucharze Formuły Renault 2.0. W obu tych seriach Szwed podpisał kontrakt z holenderską ekipą MP Motorsport. W serii północnoeuropejskiej uzyskał 31 punktów, co mu dało 29 pozycję w klasyfikacji generalnej. W europejskim Pucharze Szwed był dwudziesty drugi. Rok później jedynie w serii północnoeuropejskiej był klasyfikowany, gdzie też ukończył sezon na szóstej pozycji w klasyfikacji generalnej kierowców. 
Na sezon 2013 Kleverso podpisał kontrakt z duńską ekipą KEO Racing na starty w Północnoeuropejskim Pucharze Formuły Renault 2.0.

## Statystyki
| Sezon | Seria                                         | Zespół              | Wyścigi | Zwycięstwa | PP | NO | Podium | Punkty | Pozycja |
| ----- | --------------------------------------------- | ------------------- | ------- | ---------- | -- | -- | ------ | ------ | ------- |
| 2008  | Północnoeuropejski Puchar Formuły Renault 2.0 | KEO Racing          | 15      | 0          | 0  | 0  | 0      | 74     | 20      |
| 2009  | Formuła Renault 2.0 NEZ                       | Trackstar Racing    | 6       | 0          | 0  | 0  | 2      | 76     | 4       |
| 2009  | Szwedzka Formuła Renault                      | Trackstar Racing    | 12      | 0          | 0  | 0  | 4      | 51     | 4       |
| 2009  | Szwedzka Formuła Renault                      | Motopark Academy    | 12      | 0          | 0  | 0  | 4      | 51     | 4       |
| 2009  | Europejski Puchar Formuły Renault 2.0         | Fortec Motorsport   | 12      | 0          | 0  | 0  | 0      | 0      | NS      |
| 2010  | Formuła Renault 2.0 NEZ                       | Trackstar Racing    | 14      | 3          | 1  | 2  | 11     | 237    | 2       |
| 2010  | Szwedzka Formuła Renault                      | Trackstar Racing    | 14      | 3          | 1  | 2  | 11     | 237    | 2       |
| 2010  | ATS Formel 3 Cup                              |                     | 2       | 0          | 0  | 0  | 0      | 0      | NS      |
| 2011  | Europejski Puchar Formuły Renault 2.0         | MP Motorsport       | 12      | 0          | 0  | 0  | 0      | 1      | 22      |
| 2011  | Północnoeuropejski Puchar Formuły Renault 2.0 | MP Motorsport       | 3       | 0          | 0  | 0  | 0      | 31     | 29      |
| 2012  | Europejski Puchar Formuły Renault 2.0         | Manor MP Motorsport | 2       | 0          | 0  | 0  | 0      | 0      | NS†     |
| 2012  | Północnoeuropejski Puchar Formuły Renault 2.0 | MP Manor Motorsport | 20      | 0          | 0  | 0  | 0      | 196    | 6       |
| 2013  | Północnoeuropejski Puchar Formuły Renault 2.0 | KEO Racing          | 2       | 0          | 0  | 0  | 0      | 5      | 47      |
| 2014  | Formuła Acceleration 1                        | Performance Racing  | 2       | 0          | 0  | 0  | 0      | 9      | 20      |

† - Kleveros nie był zaliczany do klasyfikacji.